# CBZ Premier Soccer League
CBZ Premier Soccer League este primul eșalon din sistemul competițional fotbalistic din Zimbabwe.

## Echipele sezonului 2010
- Bantu Rovers (Bulawayo)
- Black Mambas (Harare)
- CAPS United (Harare)
- Douglas Warriors (Harare)
- Dynamos (Harare)
- Eagles (Chitungwiza)
- FC Victoria (Masvingo)
- Gunners F.C. (Harare)
- Highlanders (Bulawayo)
- Hwange (Hwange)
- Kiglon F.C. (Chitungwiza)
- Lengthens (Kuwadzana, Harare)
- Monomotapa United (Harare)
- Motor Action (Harare)
- Shabanie Mine (Zvishavane)
- Shooting Stars (Harare)